# Эльбе, Паскаль
Паскаль Эльбе (фр. Pascal Elbé; род. 13 марта 1967, Кольмар, департамент Верхний Рейн, Эльзас, Франция) — французский актёр, режиссёр и сценарист. Призёр Монреальского кинофестиваля-2010 за лучшую режиссуру (фильм «Козёл отпущения»). Дважды номинировался на премию «Сезар».

## Жизнь и карьера
Паскаль Эльбе родился в городе Кольмар, на северо-востоке Франции, в семье еврейских иммигрантов из Алжира. Вырос в Страсбурге, в 18 лет переехал в Париж, чтобы изучать актёрское мастерство. В кинематографе дебютировал 1996 году (как актёр), как сценарист в 2003 и как режиссёр в 2010 году.
В 2004 году Эльбе номинировался на премию «Сезар» в категории «Самый многообещающий актёр» (за роль в фильме «Отец и сыновья»), а в 2011 году за режиссуру картины «Козёл отпущения», в категории «Лучший дебютный фильм». 
В апреле 2019 года в прокат вышла комедия «Красавчик со стажем» с Паскалем Эльбе в одной из главных ролей. Его партнёром по картине стал известный французский актёр Кад Мерад. 
Паскаль был женат на Беатрис Эльбе в течение 22 лет, после чего они развелись. У пары есть сын, Лео.

## Избранная фильмография
| Год  | Фильм                                  | Роль                      | Режиссёр           |
| ---- | -------------------------------------- | ------------------------- | ------------------ |
| 1997 | XXL                                    | Франсуа Штерн             | Ариэль Зейтун      |
| 1998 | Красотки                               | медбрат                   | Ариэль Зейтун      |
| 2002 | Гонка                                  | Матиас Морин              | Джамель Бенсала    |
| 2003 | Отец и сыновья                         | Симон                     | Мишель Бужена      |
| 2005 | Плохие игроки                          | Vahé Krikorian            | Фредерик Балекджян |
| 2008 | Как все                                | Филипп                    | Венсан Гаренк      |
| 2008 | Простая душа                           | Теодор                    | Марион Лэне        |
| 2010 | Козёл отпущения                        | Симон                     | Паскаль Эльбе      |
| 2011 | Исследование семейных интересов        | капитан Бертран Бартелеми | Франк Манкузо      |
| 2012 | Вишенка на новогоднем торте            | Антуан                    | Лаура Моранте      |
| 2012 | Сын другой                             | Алон Силберг              | Лоррэйн Леви       |
| 2014 | 24 дня, правда о деле Илана Халими     | Didier Halimi             | Александр Аркади   |
| 2014 | Красотки в Париже                      | Ле Бель, адвокат          | Одри Дана          |
| 2015 | Без права на второй шанс (мини-сериал) | Ричард Милло              | Франсуа Вель       |
| 2017 | Афера доктора Нока                     | Лански                    | Лоррэйн Леви       |
| 2018 | Великолепная                           | Макс                      | Мишель Ларок       |
| 2019 | Красавчик со стажем                    | Даниэль                   | Оливье Барру       |